# Gabino G. Pino
Gabino G. Pino (19 de febrero de 1856) fue un emprendedor visionario que comenzó el cultivo del cafeto en la Sierra Madre del Sur, México.

## Biografía
Gabino Pino González nació en Atoyac de Álvarez, a unos pasos de la iglesia parroquial de Santa María de la Asunción. Sus padres fueron el soldado liberal Antonio A. Pino y la señora Francisca González. Don Gabino se casó por primera vez en 1881 con la señorita Emilia Cabadas Maza, quién murió el 26 de diciembre de 1889 por un parto complicado y viejas dolencias a pesar de ser muy joven.
Fungió como Presidente Municipal en los años 1884, 1888, 1893, 1896, 1906, y 1912 y unos meses de 1916, cuando el periodo constitucional era de un año. 
El 27 de marzo de 1891 Don Gabino G. Pino hizo la travesía hacia Chiapas por todo el litoral del pacífico a bordo del vapor "Clyde" hasta la región del Soconuzco y después a Tapachula donde visita la finca San Antonio propiedad de Don Manuel Bejarano enclavada en la naciente zona cafetalera de "Las Chicharras". 
El 1 de abril de 1891 llega a Atoyac con las primeras plantas de café, contratando al ingeniero agrónomo Salvador Gálvez de origen guatemalteco para que realizara un estudio general de suelo en su hacienda "La Soledad", en un pedazo de tierra denominado "el Estudio"; lugar que por su clima, suelo y altitud sobre el nivel del mar, eran semejantes a las de la sierra de Chiapas y por lo tanto, propicias para el cultivo del café, su siembra y explotación.
El auge de la producción cafetalera propició el surgimiento de muchas de las comunidades serranas que hasta el día de hoy conocemos en el municipio de Atoyac de Álvarez.